# پخش جغرافیایی

پخش جغرافیایی

زمین‌پخشی یا پخش جغرافیایی به معنی ارسال اطلاعات از یک میزبان به تعدادی مشتری تحت یک ناحیهٔ جغرافیایی مشخص است؛ بنابراین مسئلهٔ پخش کردن جغرافیایی مانند مسئلهٔ چندپخشی است با این تفاوت که بر خلاف مسئلهٔ چند پخشی که مقاصد داده‌ها هیچ ربط منطقی ممکن است به یکدیگر نداشته باشند، در اینجا گیرنده‌های اطلاعات در یک ناحیهٔ جغرافیایی منطقی (و نه منطقه جغرافیایی فیزیکی) قرار دارند ؛‌به عبارت دقیق‌تر مسئلهٔ پخش جغرافیایی شکلی از همان مسئلهٔ چند پخشی است با این تفاوت که میزبان‌ها را به شکل اعضای یک دسته جغرافیایی مشخص می‌کند .
این مسئله علی‌الخصوص در شبکه سلولی و شبکه‌های بی‌سیم موردی که بنا است یک بسته داده به تمام گره‌های موجود در یک ناحیهٔ از پیش تعیین شدهٔ جغرافیایی ارسال شوند، کاربرد جدی و اساسی دارد.

## مفهوم زمین‌پخشی
تعدادی از کارخواه که در یک ناحیهٔ جغرافیایی منطقی قرار دارند را بر حسب شرایط مسئله در یک گروه جغرافیایی گروه‌بندی می‌کنیم. این شبکه باید تطبیق پذیر باشد؛ یعنی اگر یک مشتری سیار وارد یک ناحیهٔ جغرافیایی شد، تحت پوشش آن سرویس قرار بگیرد و زمان خروج از آن ناحیهٔ جغرافیایی از پوشش آن سرویس نیز خارج شود.
نتهٔ بسیار مهم در این مسئله این است که هر گره با روشی مانند سامانه موقعیت‌یاب جهانی موقعیت خود را می‌داند؛ به همین جهت بر خلاف قرارداد مدیریت گروه اینترنت که یک پروتکل مدیریت عضویت در گروه دارد، مدیریت عضویت و خروج از هر گروه به خود گره‌ها واگذار شده‌است.

## آدرس گروه پخش جغرافیایی
نواحی خاصی را بنا بر شرایط جغرافیایی از قبیل کوه، دریا و … یا به دلایل سیاسی یا به دلائل اقتصادی در یک ناحیهٔ پخش جغرافیایی قرار می‌دهیم.این نواحی تشکیل یک گروه زمین‌پخشی می‌دهند .
هنگام آدرس‌دهی برای تمییز قائل شدن بین بسته‌های مختلف داده که بنا است به مقاصد متفاوتی برسند ، هر پیامی که باید به اعضای این گروه برسد، در قسمت سرآیندش آدرس این ناحیهٔ پخش جغرافیایی درج می‌شود.

## نواحیزمین‌پخشی
یک ناحیهٔ پخش جغرافیایی می‌تواند ساختاری به یکی از شکل‌های زیر داشته باشد:
۱. نقطه: یعنی تنها یک گیرندهٔ خاص که وظیفهٔ سرویس دهی در آن ناحیه را دارد، داده‌ها را دریافت می‌کند، سپس با پروتکل‌های دیگری آن بسته‌های دریافتی را بین گره‌های حت پوشش تقسیم می‌کند.
۲. دایره: مشابه قبل یک گیرنده بسته‌ها را از سرویس پخش جغرافیایی دریافت می‌کند و با روشی مانند پخش عمومی در اختیار هر مشترکی می‌گذارد که در ناحیهٔ تحت پوشش قرار گرفته‌است.
۳. چند وجهی: تعدادی کارخواه که با یک لینک به یکدیگر به گونه‌ای وصل شده‌اند که شکل هندسی چند وجهی را تداعی می‌کنند.

## مسیر یابی برای زمین‌پخشی
1. فراهم آوردن دقت: دقت در این شبکه‌های یعنی این‌که تمام گره‌های درون یک ناحیه باید پیامی که به آن ناحیهٔ جغرافیایی ارسال می‌شود را دریافت کنند. همچنین لازم است که تمام گره‌های خارج این ناحیه پیام دریافتی را یا دریافت نکنند یا در صورتی که دریافت کرده‌اند با بررسی آدرس سرآیند که مشخص می‌کند بستهٔ دریافتی متعلق به ناحیهٔ آن‌ّها نیست، آن بسته‌ها را نامعتبر تلقی کنند و دور بیندازند.
2. سربار کمینه: سربار ارسال داده‌ها به گونه‌ای کمینه شود که شرط دقت مخدوش نشود.

## روش ایجاد سیل در مسیریابی

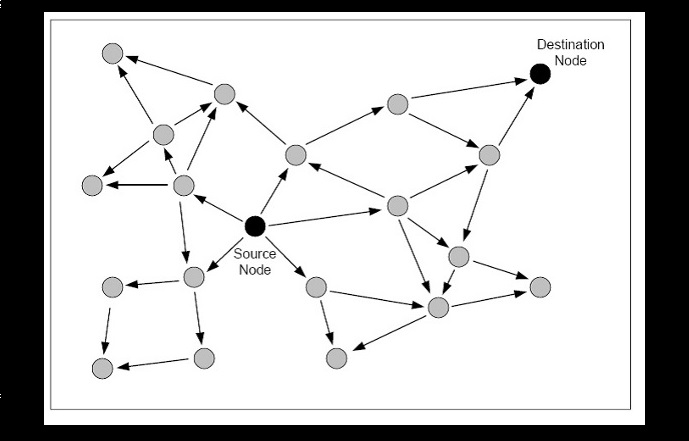
روش ایجاد کردن سیل

روش ایجاد سیل یک روش بنیادین در الگوریتم‌های مسیریابی است .
هر گره با دریافت بسته‌های تازه از طریق یک لینک ، آن را روی سایر لینک‌های خروجی ارسال مجدد نماید.
با این روش داده‌ها به تمام گره‌ها می‌رسند، سپس هر گره با بررسی آدرس سرآیند آن بستهٔ داده تصمیم می‌گیرد که در صورتی‌که بستهٔ متعلق به خودش باشد آن را بپذیرد، در غیر این صورت به دور بیفکند.
این روش دقت بالایی دارد اما بدیهتا سربار ارسال را زیاد می‌کند.

## پروتکل‌های زمین‌پخشی
پروتکل‌های موجود در مسیریابی به دستهٔ عمده تقسیم می‌شوند ،‌تفاوت این دو دسته در شیوهٔ انتقال داده از مبدأ به مقصد یا مقاصد خاص است.
۱.پروتکل‌های انتقال داده‌ گرا
۲.پروتکل‌های ایجاد مسیریابی

## پروتکل‌های انتقال داده‌ گرا
چند پخشی مبتنی بر موقعیت 
این پروتکل‌ها بر پایهٔ نوع خاصی از پروتکل مسیریابی در شبکه‌های تک پخشی به نام LAR انجام می‌شود . البته برای انجام مناسب مسیریابی باید اطلاعات مناسب و کافی از شرایط لینک‌های ارتباطی داشته باشیم . پروتکل‌های انتقال داده‌گرا ،‌ با بهره بردن از اطلاعات جغرافیایی ،‌کارآیی مسیریابی را افزایش می‌دهند .
این پروتکل بر پایهٔ ایجاد سیل کار می‌کند . چون این روش سربار زیادی به شبکه تحمیل می‌کند ،‌ هدف اساسی در طراحی تمام این الگوریتم‌ها کاهش سربار ناشی از ارسال‌های رو به جلوی داده است .
چند پخشی مبتنی بر موقعیت به شکل‌های متفاوتی انجام پذیر است :
شمای اول
مسئلهٔ اساسی که در روش اولیه ؛ یعنی ارسال سیل آسا مطرح می‌شود این است که آیا می‌تواند بدون فدا کردن دقت، سربار ارسال رو به جلو را کاهش داد.
ایدهٔ آن بسیار آسان است: هر گره بسته‌ای را رو به جلو ارسال کند که گره مقصد در ناحیهٔ ارسال رو به جلویش باشد؛ یعنی نواحی جغرافیایی را به زیر ناحیه‌هایی تقسیم می‌کنیم و هر گره حق ارسال رو به جلو را تنها برای گره‌های مقصدی دارد که در این ناحیه قرار گرفته باشند.
تعیین نواحی ارسال رو به جلو بر عهدهٔ منبع ارسال اطلاعات است. در تعیین این نواحی یک بده بستان برقرار است؛ با انتخاب نوحی کوچکتر، دقت کاهش می‌یابد اما با انتخاب نواحی ارسال رو به جلوی بزرگتر، سربار ارسال رو به جلو افزایش می‌یابد.
منبع ارسال اطلاعات می‌تواند سیاست‌های مختلفی را برای تعیین نواحی ارسال رو به جلو اتخاذ کند:
۱. سیاسیت‌های ایستا: یعنی تنها یکبار، آن‌هم‌زمان شروع ارسال و پخش جغرافیایی، منبع ناحیه‌بندی را انجام بدهد. این روش پیاده‌سازی فوق‌العاده آسانی دارد، اما بدیهتا با گذشت زمان و ورود و خروج مشترکین به آن ناحیهٔ جغرافیایی، سربار ارسال رو به جلو افزایش می‌یابد.
۲. سیاست‌های پویا: بر خلاف روش قبل با بازه‌های تناوبی مشخصی منبع اقدام به تعیین مجدد نواحی ارسال رو به جلو می‌کند. این روش در ازای کاهش سربار ارسال رو به جلوی اطلاعات، سربار زیادی را بر منبع ارسال اطلاعات تحمیل می‌کند.
شمای دوم
مبدا با کمک اطلاعات مربوط به وضعیت لینک‌ها در شبکه فاصلهٔ خودش تا مقصد را محاسبه می‌کند ،‌فرض کنید نام آن DIST(s,d) باشد . سپس آن را رو به جلو ارسال می‌کند . فرض کنید یک گره میانی مانند I این بستهٔ داده را دریافت کند . گره I فاصلهٔ خودش با مقصد D را می‌سنجد . اگر فاصلهٔ مبدأ تا مقصد حداکثر به اندازهٔ مقدار مشخصی از فاصلهٔ گره I‌ تا مقصد بیشتر باشد ، به این معناست که که ارسال رو به جلوی داده موجب دور شدن بستهٔ داده از مقصد نمی‌شود ،‌ در این صورت بستهٔ داده را رو به جلو ارسال می‌کند . در غیر این صورت بستهٔ داده را دور می‌اندازد ؛ چرا که ارسال رو به جلوی داده موجب دور شدن هر چه بیشتر بستهٔ داده از مقصد می‌شود و سربار نابه‌جایی به شبکه وارد می‌کند .
 چند پخشی زمین-توری 
این روش با استفاده از اطلاعات مربوط به موقعیت جغرافیایی ، ناحیهٔ مخابرهٔ داده را با کمک دیاگرام ورونوی به ناحیه‌هایی محدب تقسیم می‌کند . به گونه‌ای که در هر ناحیه ، از بین تمام گره‌های موجود ، فقط یک گره مسئول ارسال رو به جلوی بسته‌های داده را برعهده دارد. این محدودیت باعث کاهش شدید سربار ارسال رو به جلوی داده می‌شود .
به دلیل کاهش چشم گیر تعداد گره‌های میانی که وظیفهٔ ایجاد سیل بسته‌های اطلاعاتی را بر عهده دارند ،‌ می‌توان با روش‌های مبتنی بر درخت استفاده کرد ،‌البته این روش‌های در عمل به دلیل سربار زیادی که بر بخش کنترل شبکه وارد می‌کنند ،‌ استفادهٔ چندانی ندارند .
این روش در عمل شبکه را به مشبکه‌هایی تقسیم می‌کند و در هر خانهاز این مشبکه ، تعداد قلیلی گره را به عنوان واسط تعامل با خانه‌های مجاور تعیین می‌کند و حق ارسال رو به جلوی داده را به شکل اختصاصی در اختیار این گره‌های به اصطلاح درگاه قرار می‌دهد .

## پروتکل‌های ایجاد مسیریابی
دو روش ژئوتورا و مسیریابی مبتنی بر مش با انجام پردازش‌های دقیق اما وقت‌گیر ، مسیر مناسبی را برای ارسال داده به مقصد تعیین می‌کنند . این روش‌های به دلیل سرباز بسیار زیادی که هنگام محاسبهٔ مسیر بهینه به شبکه تحمیل می‌کنند ،‌ استفادهٔ عملی ندارند .

## کاربردها
حسگر شبکه بی‌سیم
شبکه‌های بی‌سیم موردی
شبکه‌های تحت پوشش سامانه موقعیت‌یاب جهانی